# جون فين (لاعب كرة قدم أمريكية)
جون فين (بالإنجليزية: Jack Finn)‏ هو لاعب كرة قدم أمريكية أمريكي، ولد في 27 أغسطس 1895 في بيت لحم في الولايات المتحدة، وتوفي في 25 ديسمبر 1970 في هيلرتاون في الولايات المتحدة.